# Медсанбат
Медсанба́т — скорочена назва медичного санітарного батальйону (ще інакше санітарний батальйон або медичний батальйон). Це окрема військова частина в складі військового з'єднання (зазвичай у дивізії), призначена для його медичного забезпечення, що відрізняється від медичного обслуговування у мирний час.

## Загальна характеристика
Як правило медсанбат розташований в польових умовах, при бойових діях. Або в евакуації, у тилу діючої армії (у більш безпечному місці). Так звані стаціонарні медсанбати або евакуаційний госпіталь, евакуаційний шпиталь (евакого́спіталь). Такий госпіталь воєнного часу надавав медичну допомогу для лікування уражених і хворих; він міг не мати власних транспортних засобів, використовувався в складі госпітальних баз.
Евакуаційні госпіталі можуть бути терапевтичними (абревіатура «ТЕГ») і хірургічними (ХЕГ), які можуть бути спеціалізованими (СТЕГ й СХЕГ). У Велику Вітчизняну війну 1941–1945 рр. існували сортувально-евакуаційні госпіталі (СЕГ), що сортували по евакогоспіталях поранених до госпітальної бази фронту, і контрольно-евакуаційні госпіталі (КЕГ), що контролювали правильність відбору й підготовки до евакуації поранених і хворих за межі даної госпітальної бази. Але в історії війни відомі пересувні медсанбати — на залізничному поїзді.
Є інші форми запису в офіційних документах: медико-санітарний батальйон, медичний пункт при батальйоні тощо. Приклади виразу військового жаргону: «Відправити пораненого в медсанбат» (як наказ), «людина медсанбатовська» (симулянт уникаючий важкої військової служби).
Завдання медсанбату воєнного часу
1. евакуація уражених (поранених) і хворих з полкових медичних пунктів або з районів масових санітарних втрат;
2. надання першої лікарської медичної допомоги;
3. підготовка поранених і хворих до евакуації в госпіталі;
4. лікування легкопоранених і легко хворих (зі строком лікування від 5 до 10 діб);
5. проведення санітарно-гігієнічних і протиепідемічних заходів у військах і в смузі дій військового з'єднання;
6. заходи щодо захисту військ від зброї масового ураження й по ліквідації наслідків його застосування;
7. постачання військових частин і медичних підрозділів військового з'єднання медичним майном;
8. підготовка медичного складу.

У мирний час медсанбат здійснює
1. лікувально-профілактичне обслуговування особового складу з'єднання, у тому числі стаціонарне лікування, консультативну роботу й військово-лікарську експертизу, здійснює контроль над харчуванням, водопостачанням, умовами праці й побуту військовослужбовців, гігієною й фізичним станом особового складу тощо.

До складу медсанбату входять відділення
1. спеціальної обробки (дезінфекції, дегазації, дезактивації);
2. приймально-сортувальне;
3. операційно-перев'язувальне;
4. госпітальне;
5. евакуаційне.

## Історія
- До 1917 р. — медсанбати в Російській імперії, до складу якої входили території сучасної України, називали як лазарет.